# 史蒂文·乌德沃尔哈齐中心
史蒂文·乌德沃尔哈齐中心（英語：Steven F. Udvar-Hazy Center，以下简称史蒂文中心）属于史密森尼国立航空航天博物馆的一部分。位于美国弗吉尼亚州费尔法克斯县尚蒂伊（Chantilly, VA）的华盛顿杜勒斯国际机场。該中心擁有眾多展品，包括发现号航天飞机、艾諾拉·蓋號轟炸機和波音367-80。
這座佔地760,000平方公尺（71,000平方公尺；17英畝；7.1公頃）的設施，是在1999年10月由來自匈牙利的移民兼航空租賃聯合航空創始人、国际租赁金融公司的合作创立者史蒂文·烏德沃爾哈齊，向史密森尼学会所捐贈6500萬美元而建成的。並將位於華盛頓特區國家廣場的航空航天博物馆主樓存儲在該中心與位於馬里蘭州銀山的存儲設施使用。史蒂文中心由HOK设计，准备了15年后，由亨泽尔菲尔普斯建筑公司承建。土木工程设计由当地的巴顿哈里斯联营公司完成。
2010年，該中心完成了包括修復、保護和存儲設施在內的大量擴建設施。

## 建築和設施
史蒂文中心是由HOK設計，他們也設計了國家航空航天博物館大樓主樓。.該中心共耗費約15年的準備時間，由亨塞爾·菲爾普斯建築公司建造。其展覽區包括兩個大型機庫293,707-平方英尺（27,286.3-平方），包括293,707平方英尺（27,286.3平方公尺）的波音航空機庫，以及53,067 平方英尺（4,930.1公尺）的詹姆斯·麥克唐納太空機庫。唐納德·D·恩格觀察塔則提供了在鄰近的華盛頓杜勒斯國際機場著陸操作的景觀。此外，博物館還包含一個IMAX影院。一條滑行道則將博物館與機場連接起來。
史蒂文中心的擴建設施，致力保存史密森尼學會所收藏的飛機、太空梭、相關文物和檔案材料的幕後整理。2008年12月2日，史蒂文中心收到来自北美空中巴士价值6百万美元的第二批赠品，这是史密森尼协会在2008年收到的最大价值赠品。
其附屬設施包括：
- 瑪麗貝克發動機修復機庫：該機庫寬敞，一次可容納多架待修復的飛機，二樓的觀景區旨在讓遊客了解飛機的修復過程以及幕後工作情況。[6]
- 檔案館：以展示航空和航天歷史、科學和技術文獻記錄，為研究人員提供充足的空間和設備。
- 埃米爾比勒保護實驗室：為機構人員提供急需的實驗室空間，來開發和執行專門的文物保護策略。
- 藏品處理區域：一個專用的裝卸平台和專門設計的安全區域，用於對文物進行初步檢查和分析。[7]

2016年12月，史密森尼学会批准了史蒂文中心的進一步擴建。擴建部分將由建築物南側的三個額外存儲區域組成。

主要展覽展示區

## 各式展品

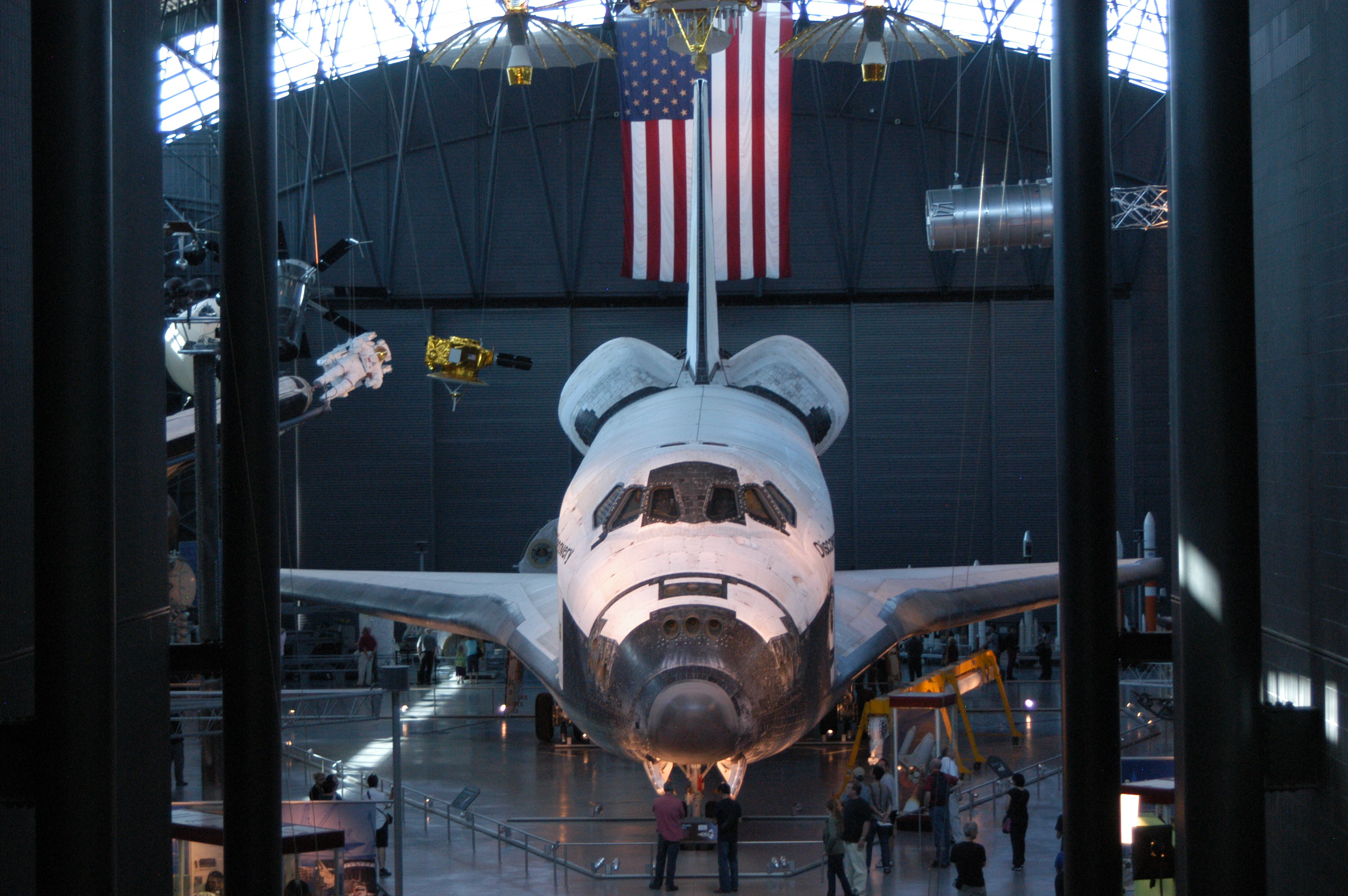
展出的发现号航天飞机

艾諾拉·蓋號轟炸機

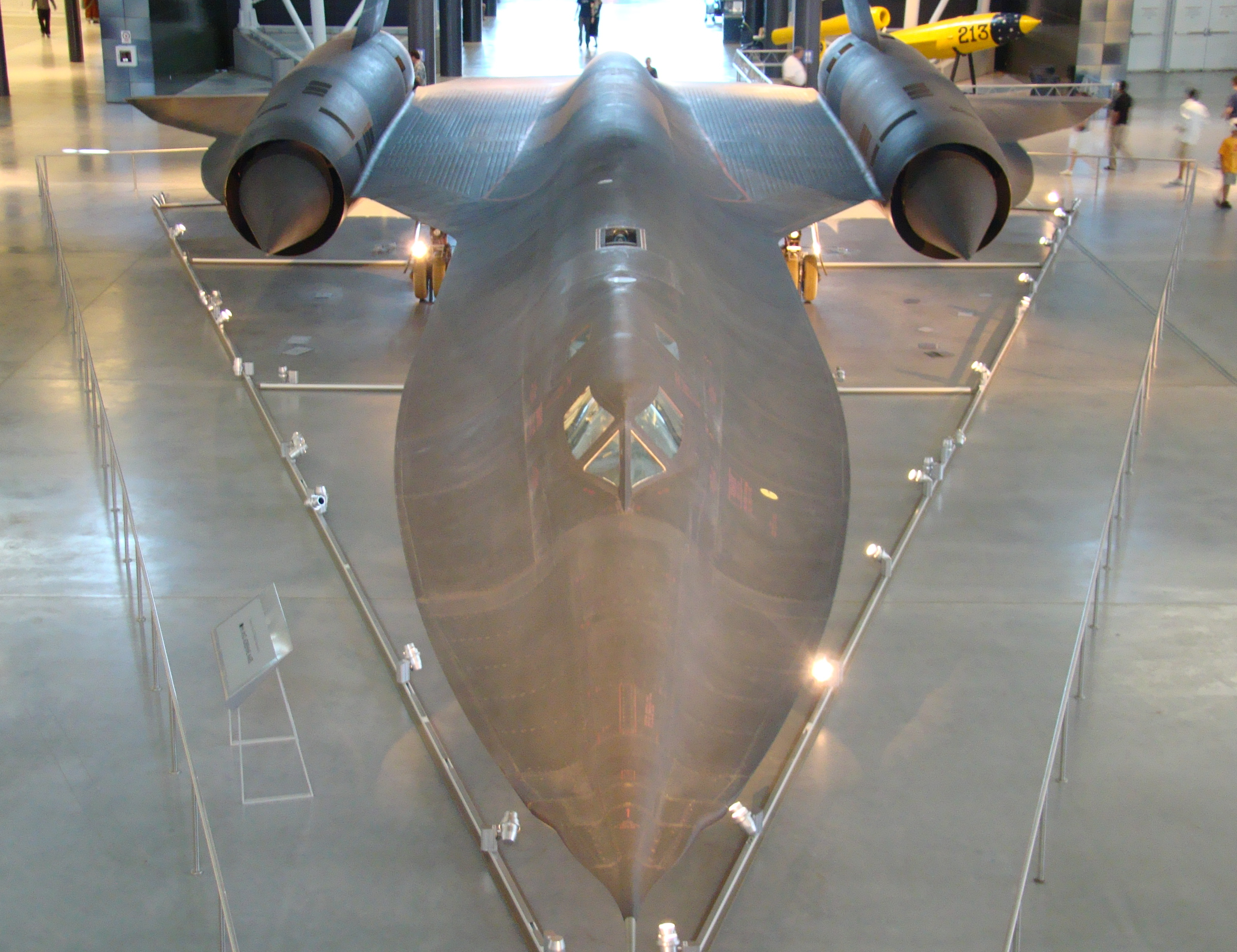
SR-71黑鳥式偵察機

双子座7号

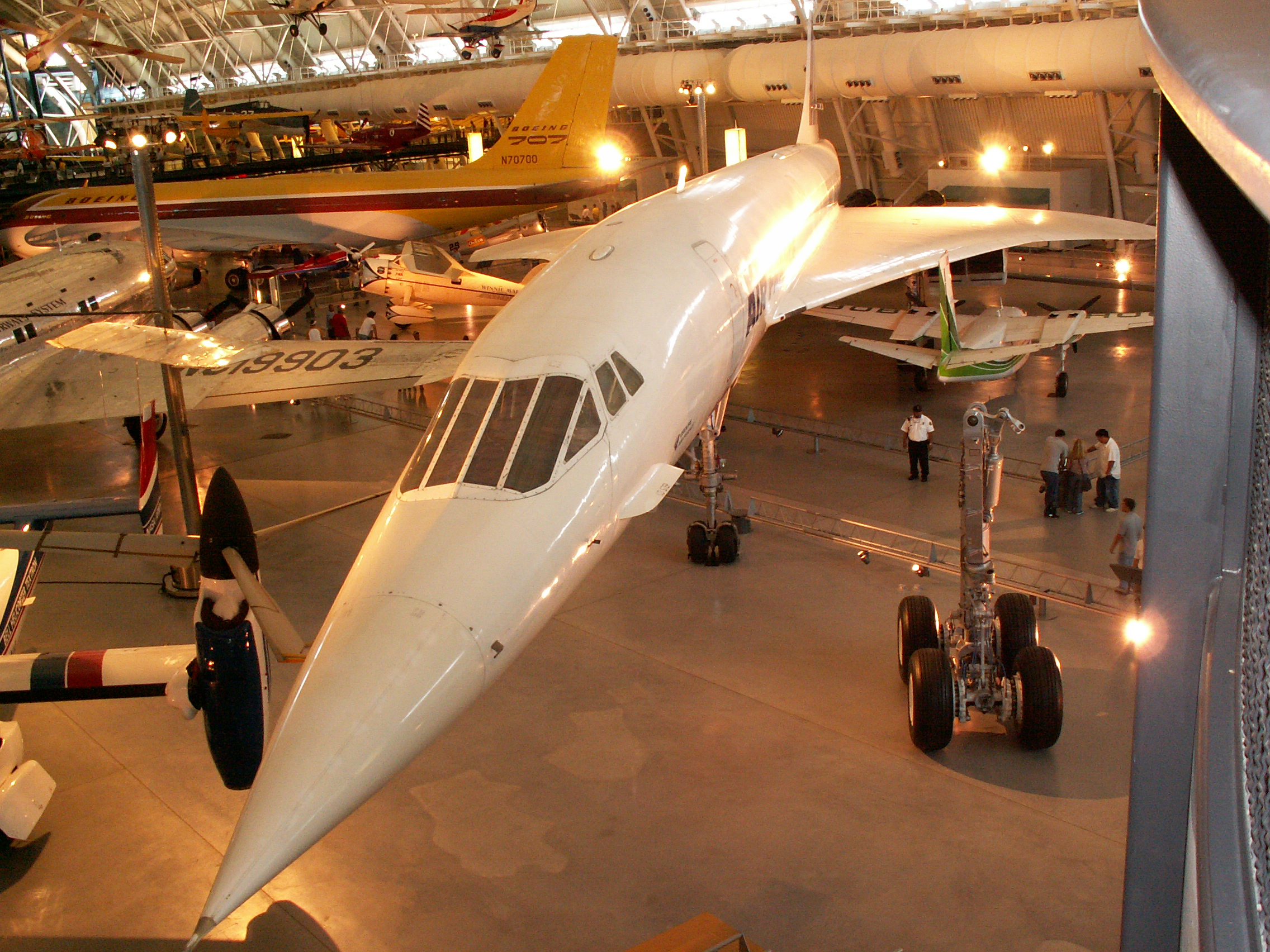
協和式客機

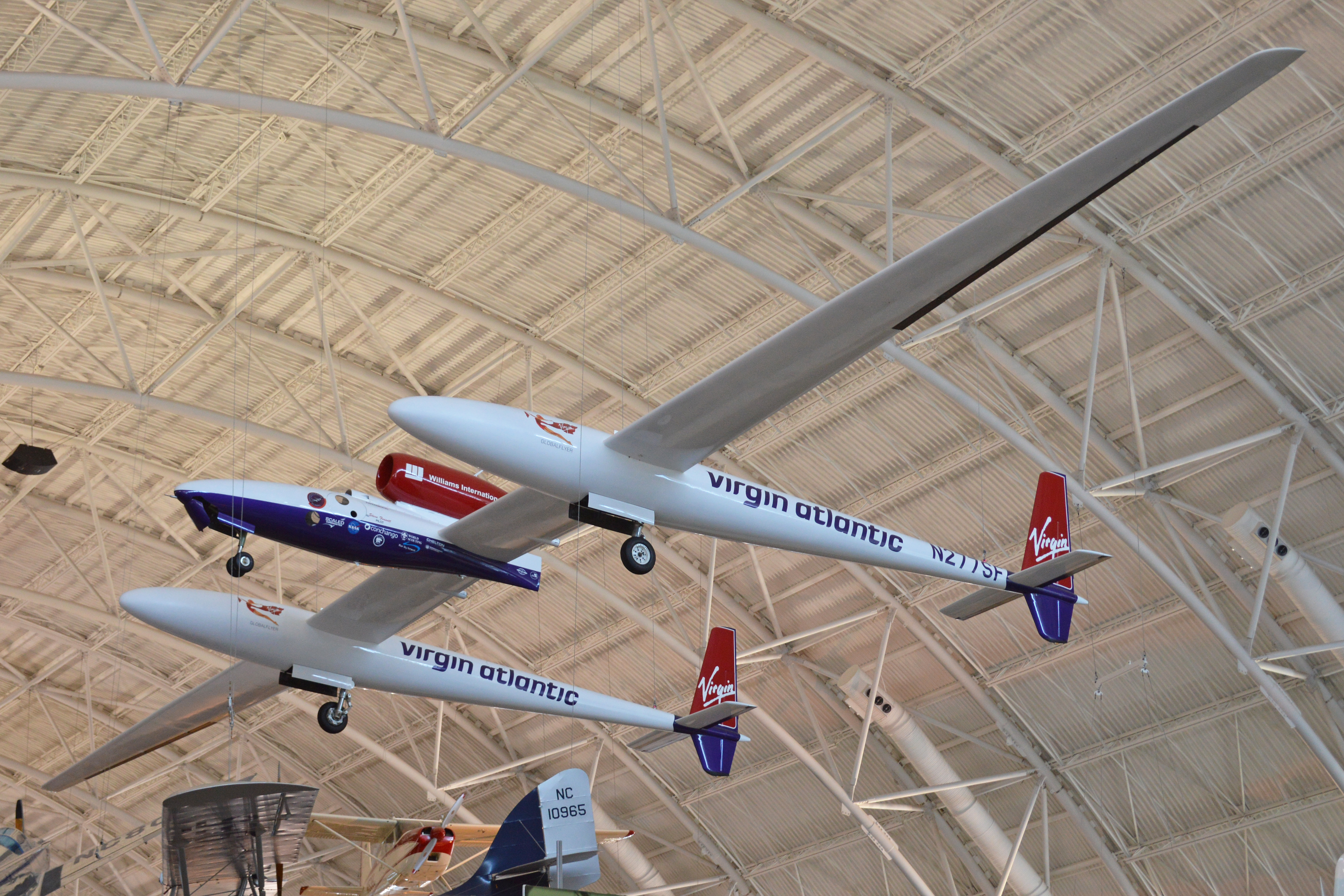
維京大西洋環球飛行機

史蒂文中心开放于2003年12月，這邊的空間較為寬闊，能夠陈列各种历史上的飞机和航天器，主要是那些不能在位于国家广场国立航空航天博物馆所展示的大型展品，包括：
- 艾諾拉·蓋號轟炸機：在广岛投下第一枚原子弹的波音B-29超级堡垒轰炸机。
- 太空梭发现号航天飞机：2012年4月19日之前曾在詹姆斯·麥克唐納太空機庫公開展示，取代了企業號太空梭。[10]
- 懸掛在發現號航天飛機上方的第一代跟蹤和數據中繼衛星(TDRS)
- 双子座7号
- SR-71黑鸟式侦察机
- 法航协和式客机
- 美国空军洛克希德 L049「星座」[11]
- 波音367-80喷射客机：波音707、KC-135、C-135的原型
- 唯一倖存的實驗型XV-15傾轉旋翼機
- 水星-红石3号
- SAM-N-2 雲雀（英语：SAM-N-2 Lark）
- 維維爾-斯佩里 M-1 信使（英语：Verville-Sperry M-1 Messenger）
- 兰利Aerodrome A、塞缪尔·兰利早期的動力飛行嘗試實驗機
- 諾斯洛普 N-1M（英语：Northrop N-1M）
- 唯一現存波音307平流層客機：泛美航空公司的「云中快艇」
- 兩架夜間戰鬥機德國He 219戰鬥機[12]
- 唯一倖存的德國Do 335戰鬥機
- 唯一倖存的德國Ho 229戰鬥機的戰轟原型機
- 唯一倖存的德國Ar 234轟炸機「閃電」
- 唯一倖存的德國霍頓H.V.VI（英语：Horten H.VI）飛翼飛機
- 三個倖存的德國巴赫姆巴 349（英语：Bachem Ba 349 Natter）火箭動力攔截器之一
- 唯一倖存的日本中島飛行機 J1N1-S 「月光」一一型
- 唯一倖存的日本晴嵐攻擊機M6A1
- 唯一倖存的日本震电战斗机J7W
- 四架倖存的諾斯羅普P-61戰鬥機「黑寡婦」之一
- 兩架倖存的波音P-26戰鬥機之一
- 貝德BD-5（英语：Bede BD-5）單座自製飛機
- 貝克-馬奧尼女巫（英语：Beck-Mahoney Sorceress）：被譽為航空史上「最成功」的競賽雙翼飛機。
- 英國颶風戰鬥機
- 二戰期間在俄勒岡州炸死6名美國平民的日本气球炸弹
- 联合打击战斗机计划X-35验证机：洛克希德馬丁公司F-35閃電II戰鬥機的原型機
- F-14雄貓式戰鬥機（1989年）：曾參與錫德拉灣事件 。
- 輕型信天翁號（英语：MacCready_Gossamer_Albatross），第一架飞跃英吉利海峡的人力飞行器
- 用於拍攝电影《第三类接触》中的母船微缩模型
- 维京大西洋环球飞行機（英语：Virgin_Atlantic_GlobalFlyer）：由史蒂夫·福塞特驾驶，第一次不停靠，不补给燃料进行环球飞行。
- Winnie Mae ：由威利·波斯特（英语：Wiley Post）駕駛。
- 達索獵鷹20（英语：Dassault Falcon 20）：聯邦快遞營運的第一架飛機
- 興登堡號飛船的一塊織步：從興登堡號空難倖存的物件
- 水星-宇宙神10号未使用的水星计划航天器
- 美国海岸警卫队西科斯基的HH-52 海上衛士直升機
- 西科斯基 S-43：珍珠港事件中僅有的三架倖存飛機之一
- 發射入口服（英语：Launch_Entry_Suit）
- F-8戰鬥機
- F-4幽靈II戰鬥機
- 蘇聯米格-15战斗机
- NASA探路者，早期的太陽能飛機
- 皮亞塞茨基PV-2直升機（英语：Piasecki_PV-2）
- 法國Caudron G.4轟炸機（英语：Caudron_G.4）
- 德國Fw 190戰鬥機
- 一架英國韋斯特蘭萊山德（英语：Westland_Lysander）陸軍合作飛機（英语：Army_cooperation_aircraft）
- Ju 52運輸機
- F-105雷公戰鬥機战斗轰炸机
- P-38閃電式戰鬥機
- F8F熊貓戰鬥機「Conquest I 賽車」
- P-51戰鬥機「神劍三號」
- 北美F-86軍刀戰鬥機
- P-47戰鬥機
- F6F地獄貓戰鬥機
- 蘇聯米格-21戰鬥機「魚床」
- 比奇富礦（英语：Beechcraft_Bonanza）
- 比奇18型（英语：Beechcraft_Model_18）
- 貝爾47直升機
- H-13 蘇族偵察直昇機
- UH-1直升機
- PT-17教練機
- A-6入侵者式攻擊機
- P-40戰鷹戰鬥機
- F4U海盜式戰鬥機
- L-4草蜢式聯絡機
- F3F戰鬥機
- Aeronca C-2（英语：Aeronca C-2）超輕型飛機
- 史坦利游牧者（英语：Stanley_Nomad）滑翔機
- 箭頭運動（英语：Arrow_Sport）A2
- SSLFS-1300（英语：FS-1300）通信衛星，以前用於天狼星衛星廣播的地面備用衛星
- 在STS-99上飛行的航天飞机雷达地形测量任务。
- 鮑勃·胡佛（英语：Bob Hoover）的航空指揮官500（英语：Aero_Commander_500_family）
- AGM-86飛彈
- 百年靈軌道飛行器（英语：Breitling_Orbiter）：第一個不間斷環球飛行的氣球。[13]
- 固特異飛艇（英语：Goodyear_Blimp）的固特異AD型（英语：Goodyear_Type_AD）、固特異GZ-20型（英语：Goodyear_GZ-20）[14][15]
- MXY-7櫻花特別攻擊機：用於特別攻擊隊。

博物馆仍在不停地安置展品，截止2012年5月，已经有169架飞机和152艘飞船陈列。最终计划安放200余架飞机。

## 事件
博物館全年舉辦許多活動。這些活動包括講座、圖書籤售會、留宿和兒童活動。博物館的一些大型活動包括萬聖節、特別展覽的開放日、家庭日和戶外航空展示。

## 影视作品
史蒂文中心第一次在电影中出现是在2009年电影《变形金刚2》。电影拍摄期间史蒂文中心保持开放，但某些区域封闭。电影中SR-71黑鸟是天火变形体。由山姆等人激活。